# Saint-Julien-sur-Calonne
Pour les articles homonymes, voir Saint-Julien.
Saint-Julien-sur-Calonne est une commune française, située dans le département du Calvados en région Normandie, peuplée de 172 habitants.

## Géographie

### Localisation
La commune est au nord du pays d'Auge. Son bourg est à 3,5 km à l'est de Pont-l'Évêque, à 7,5 km au nord-ouest de Blangy-le-Château et à 11 km au sud-ouest de Beuzeville.
La commune est bordée au nord par la Calonne.
| Surville                                              | Surville                 | Saint-André-d'Hébertot   |
| Pont-l'Évêque                                         | Saint-Julien-sur-Calonne | Les Authieux-sur-Calonne |
| Pierrefitte-en-Auge (sur quelques dizaines de mètres) | Manneville-la-Pipard     | Les Authieux-sur-Calonne |

### Hydrographie
La commune est située dans le bassin Seine-Normandie. Elle est drainée par la Touques, la Calonne, le canal 01 de la commune de Pont-l'Evêque, le fossé 01 de la commune de Saint-Julien-Su-Calonne, le ruisseau Dordouet, le fossé 10 de la commune de Saint-Julien-sur-Calonne, un bras la Rivière Morte, le fossé 11 de la commune de Saint-Julien-sur-Calonne et un autre petit cours d'eau,.
La Touques, d'une longueur de 108 km, prend sa source dans la commune de Champ-Haut et se jette  dans la baie de Seine en limite de Trouville-sur-Mer et de Deauville, après avoir traversé 42 communes. Les caractéristiques hydrologiques de la Touques sont données par la station hydrologique située sur la commune de Pierrefitte-en-Auge. Le débit moyen mensuel est de 7,17 m3/s. Le débit moyen journalier maximum est de 32,3 m3/s, atteint lors de la crue du 26 février 2024. Le débit instantané maximal est quant à lui de 40,8 m3/s, atteint le 3 février 2021.
La Calonne, d'une longueur de 45 km, prend sa source dans la commune du Planquay et se jette  dans la Touques à Pont-l'Évêque, après avoir traversé 19 communes. 

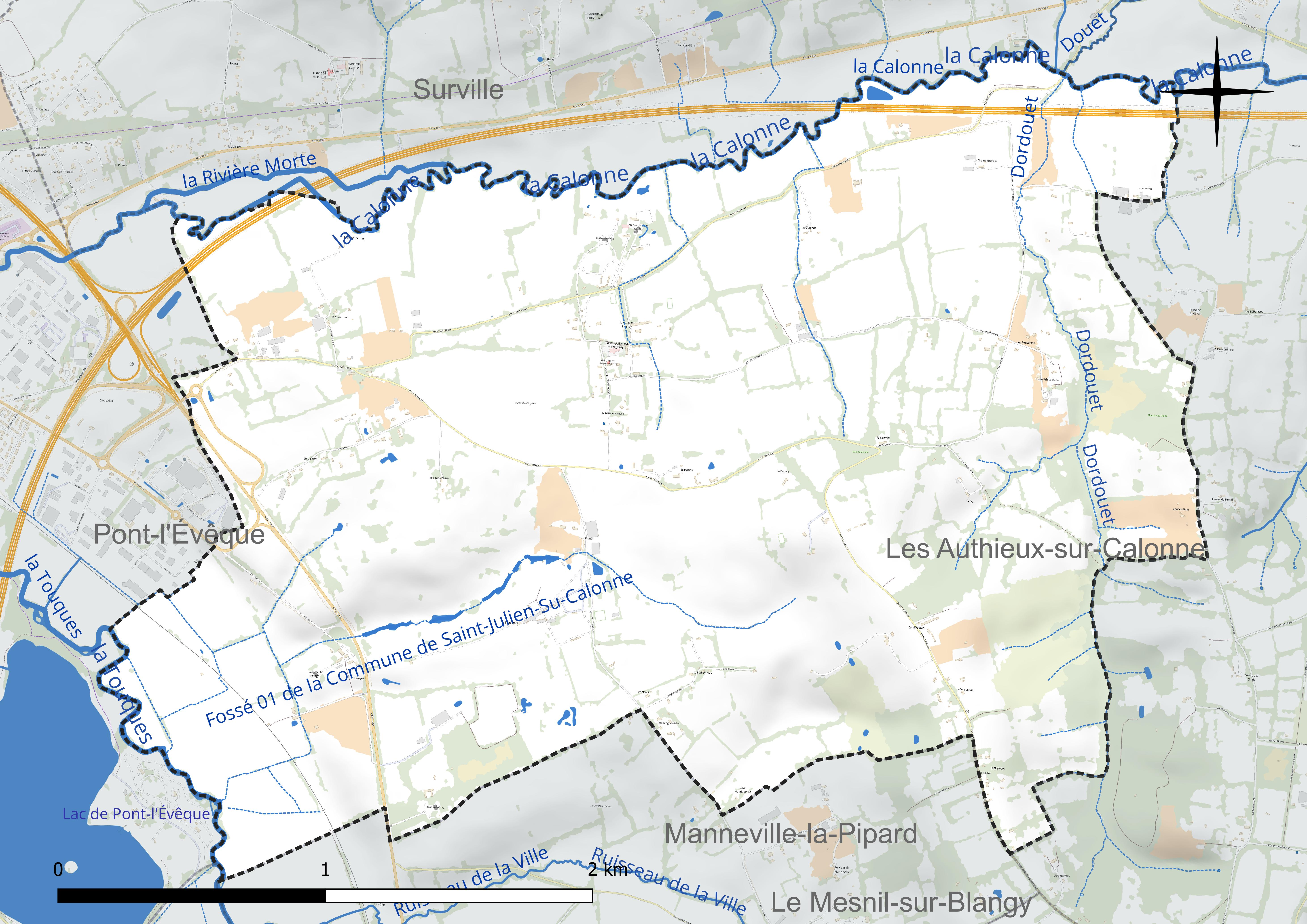
Réseau hydrographique de Saint-Julien-sur-Calonne.

### Climat
Pour des articles plus généraux, voir Climat de la Normandie et Climat du Calvados.
En 2010, le climat de la commune est de type climat océanique franc, selon une étude du CNRS s'appuyant sur une série de données couvrant la période 1971-2000. En 2020, Météo-France publie une typologie des climats de la France métropolitaine dans laquelle la commune est exposée à un climat océanique et est dans la région climatique  Côtes de la Manche orientale, caractérisée par un faible ensoleillement (1 550 h/an) ; forte humidité de l'air (plus de 20 h/jour avec humidité relative > 80 % en hiver), vents forts fréquents. Parallèlement le GIEC normand, un groupe régional d'experts sur le climat, différencie quant à lui, dans une étude de 2020, trois grands types de climats pour la région Normandie, nuancés à une échelle plus fine par les facteurs géographiques locaux. La commune est, selon ce zonage, exposée à un « climat contrasté des collines », correspondant au Pays d'Auge, Lieuvin et Roumois, moins directement soumis aux flux océaniques et connaissant toutefois des précipitations assez marquées en raison des reliefs collinaires qui favorisent leur formation.
Pour la période 1971-2000, la température annuelle moyenne est de 10,7 °C, avec  une amplitude thermique annuelle de 12,3 °C. Le cumul annuel moyen de précipitations est de 837 mm, avec 12,5 jours de précipitations en janvier et 8,4 jours en juillet. Pour la période 1991-2020, la température moyenne annuelle observée sur la station météorologique la plus proche, située sur la commune de Saint-Gatien-des-Bois à 7 km à vol d'oiseau, est de 11,0 °C et le cumul annuel moyen de précipitations est de 920,4 mm,. Pour l'avenir, les paramètres climatiques de la commune estimés pour 2050 selon différents scénarios d'émission de gaz à effet de serre sont consultables sur un site dédié publié par Météo-France en novembre 2022.

## Urbanisme

### Typologie
Au 1er janvier 2024, Saint-Julien-sur-Calonne est catégorisée commune rurale à habitat très dispersé, selon la nouvelle grille communale de densité à 7 niveaux définie par l'Insee en 2022.
Elle est située hors unité urbaine et hors attraction des villes,.

### Occupation des sols
L'occupation des sols de la commune, telle qu'elle ressort de la base de données européenne d'occupation biophysique des sols Corine Land Cover (CLC), est marquée par l'importance des territoires agricoles (87,7 % en 2018), en diminution par rapport à 1990 (89,1 %). La répartition détaillée en 2018 est la suivante : 
prairies (76,8 %), espaces verts artificialisés, non agricoles (11,7 %), terres arables (9,1 %), zones agricoles hétérogènes (1,7 %), zones industrielles ou commerciales et réseaux de communication (0,6 %). L'évolution de l'occupation des sols de la commune et de ses infrastructures peut être observée sur les différentes représentations cartographiques du territoire : la carte de Cassini (XVIIIe siècle), la carte d'état-major (1820-1866) et les cartes ou photos aériennes de l'IGN pour la période actuelle (1950 à aujourd'hui).

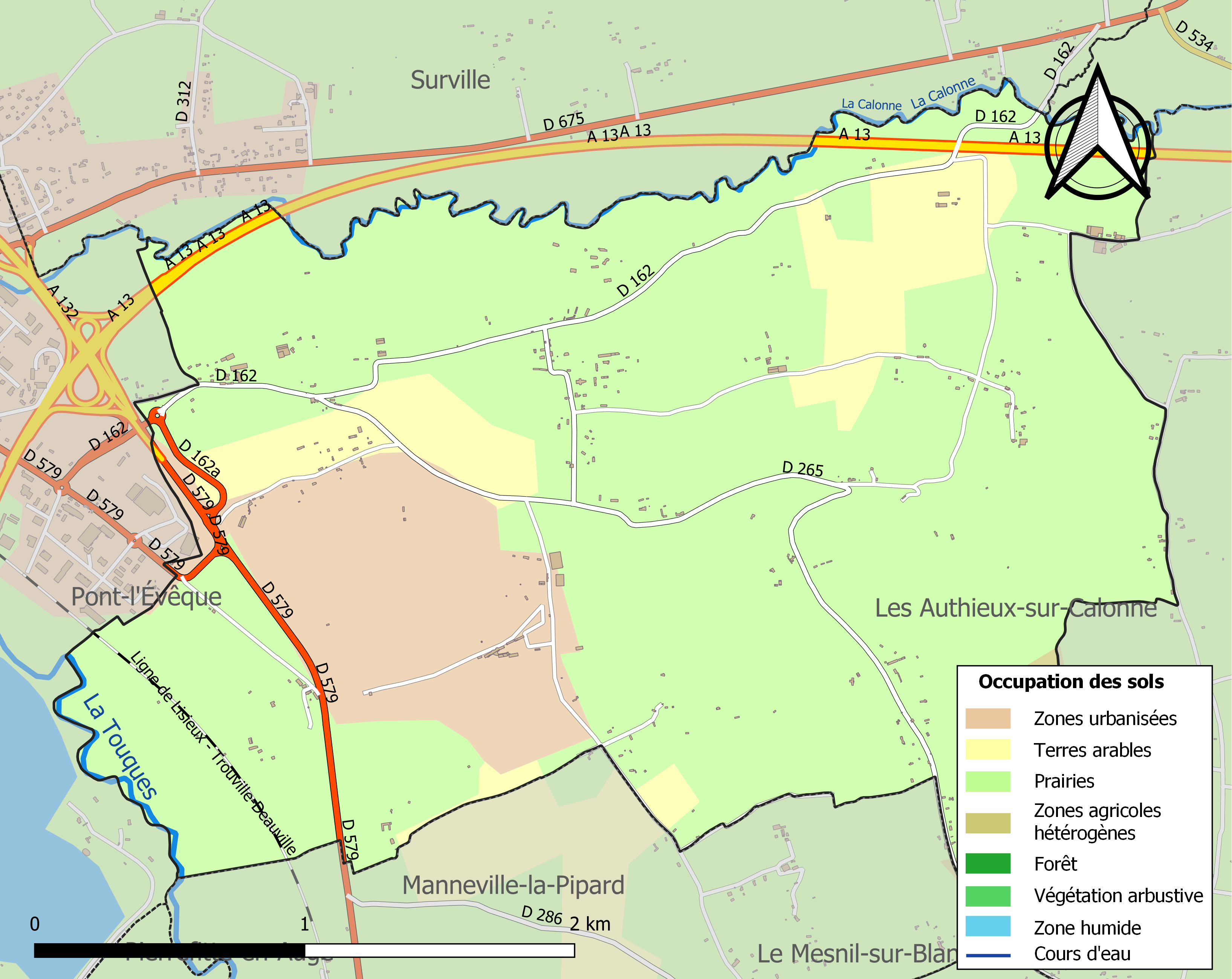
Carte des infrastructures et de l'occupation des sols de la commune en 2018 (CLC).

## Toponymie
Le nom de la localité est attesté sous la forme Sanctus-Julianus en 1014.
Le saint Julien vénéré en Normandie peut être Julien l'Hospitalier ou Julien du Mans.
La Calonne est une rivière qui borde la commune au nord.
Le gentilé est Saint-Julienais.

## Histoire
Sous l'Ancien Régime, Saint-Julien-sur-Calonne était le siège d'une sergenterie couvrant neuf paroisses.
En 1860, Saint-Julien-sur-Calonne (252 habitants en 1856) absorbe une partie de Launay-sur-Calonne (391 habitants), dont l'église et le manoir seigneurial au nord de l'église de Saint-Julien. L'autre partie du territoire de Launay intègre Pont-l'Évêque.

## Politique et administration
| Période                                  | Période       | Identité          | Étiquette | Qualité                                  |
| ---------------------------------------- | ------------- | ----------------- | --------- | ---------------------------------------- |
| mai 1935                                 | mars 1985     | Pierre Ozanne     | SE        | Agriculteur                              |
| mars 1985                                | mars 2014     | Claude Dufour     | SE        | Agriculteur                              |
| mars 2014                                | mai 2020      | Dominique Mansart | SE        | Retraité de l'Éducation nationale        |
| mai 2020                                 | novembre 2021 | Pierre Boubarne   | SE        | Cadre retraité de la grande distribution |
| janvier 2022                             | En cours      | Patrick Levaque   | SE        | Cariste                                  |
| Les données manquantes sont à compléter. |               |                   |           |                                          |

Le conseil municipal est composé de onze membres dont le maire et deux adjoints.

## Démographie
L'évolution du nombre d'habitants est connue à travers les recensements de la population effectués dans la commune depuis 1793. Pour les communes de moins de 10 000 habitants, une enquête de recensement portant sur toute la population est réalisée tous les cinq ans, les populations de référence des années intermédiaires étant quant à elles estimées par interpolation ou extrapolation. Pour la commune, le premier recensement exhaustif entrant dans le cadre du nouveau dispositif a été réalisé en 2004.
En 2022, la commune comptait 172 habitants, en évolution de +4,88 % par rapport à 2016 (Calvados : +1,58 %, France hors Mayotte : +2,11 %).
Au premier recensement républicain, en 1793, Saint-Julien-sur-Calonne comptait 382 habitants, population jamais atteinte depuis.
| 1793 | 1800 | 1806 | 1821 | 1831 | 1836 | 1841 | 1846 | 1851 |
| ---- | ---- | ---- | ---- | ---- | ---- | ---- | ---- | ---- |
| 382  | 292  | 369  | 307  | 313  | 283  | 279  | 279  | 253  |

| 1856 | 1861 | 1866 | 1872 | 1876 | 1881 | 1886 | 1891 | 1896 |
| ---- | ---- | ---- | ---- | ---- | ---- | ---- | ---- | ---- |
| 252  | 273  | 266  | 263  | 302  | 276  | 270  | 265  | 281  |

| 1901 | 1906 | 1911 | 1921 | 1926 | 1931 | 1936 | 1946 | 1954 |
| ---- | ---- | ---- | ---- | ---- | ---- | ---- | ---- | ---- |
| 247  | 244  | 248  | 226  | 250  | 248  | 252  | 280  | 260  |

| 1962 | 1968 | 1975 | 1982 | 1990 | 1999 | 2004 | 2006 | 2009 |
| ---- | ---- | ---- | ---- | ---- | ---- | ---- | ---- | ---- |
| 251  | 211  | 188  | 199  | 212  | 189  | 195  | 194  | 191  |

| 2014 | 2019 | 2022 | - | - | - | - | - | - |
| ---- | ---- | ---- | - | - | - | - | - | - |
| 170  | 168  | 172  | - | - | - | - | - | - |

## Économie
Le Golf Barrière de Saint-Julien est implanté sur le territoire de la commune.

## Lieux et monuments
- Église Saint-Julien (XVIe siècle), inscrite aux Monuments historiques[39].

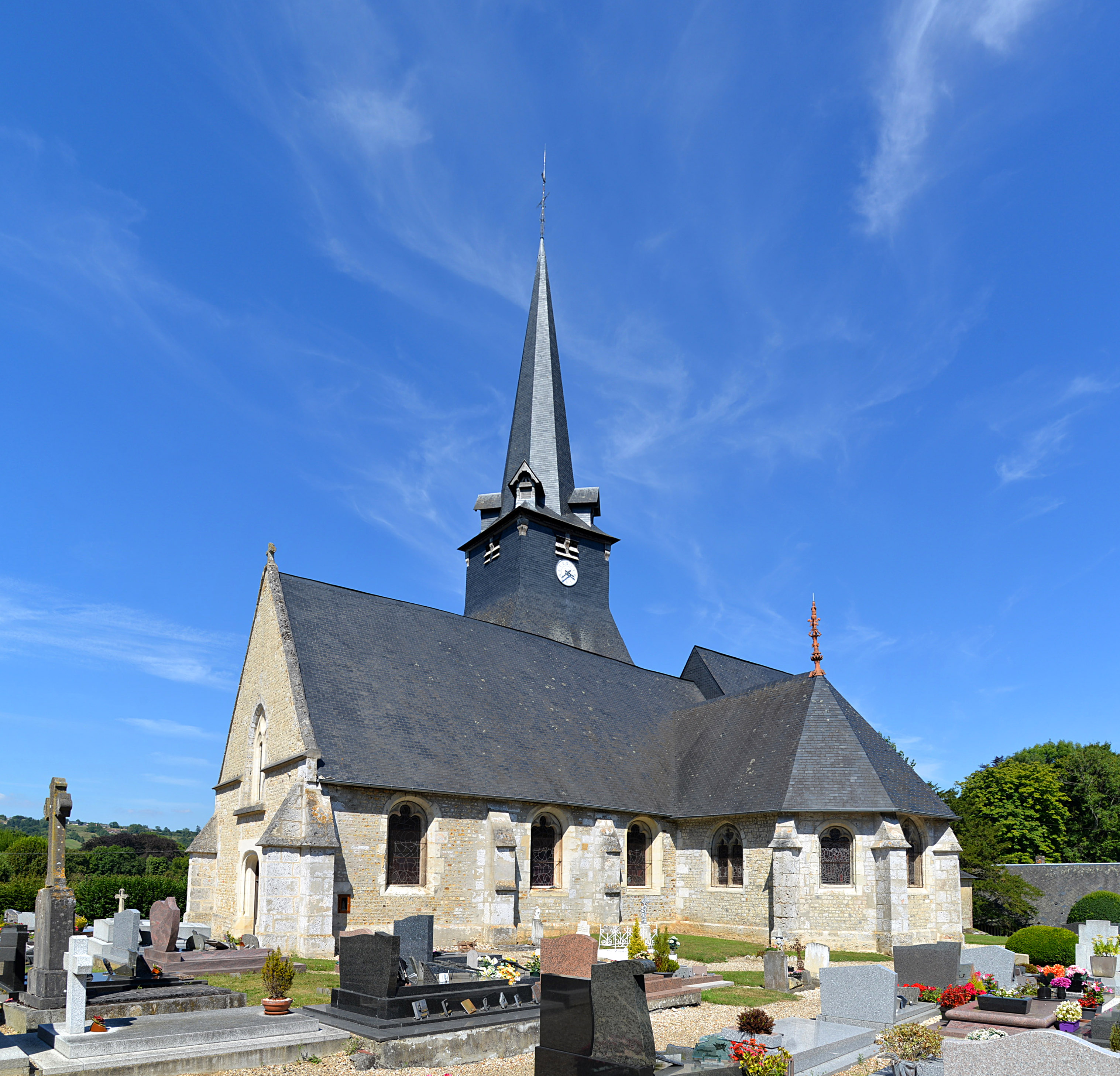
L'église Saint-Julien.

- Manoir de Saint-Julien (XVIe-XVIIe siècle).
- Château de Launay.
- Manoir et chapelle (ancienne église paroissiale) du Vieux Launay.